# Aglaophenia suensonii
Aglaophenia suensonii is een hydroïdpoliep uit de familie Aglaopheniidae. De poliep komt uit het geslacht Aglaophenia. Aglaophenia suensonii werd in 1896 voor het eerst wetenschappelijk beschreven door Jäderholm. 